# Фріц Штольце
Фріц Штольце (нім. Fritz Stolze, 20 грудня 1910 — 6 березня 1972) — німецький ватерполіст.
Срібний призер Олімпійських Ігор 1936 року.